# Spider-Man: Across the Spider-Verse
Spider-Man: Across the Spider-Verse è un film d'animazione del 2023 diretto da Joaquim Dos Santos, Kemp Powers e Justin K. Thompson.
La pellicola è il sequel del film Spider-Man - Un nuovo universo (2018) e avrà a sua volta un seguito, Spider-Man: Beyond the Spider-Verse, in uscita il 4 giugno 2027.

## Trama
Su Terra-65, Gwen Stacy sta lottando per essere all'altezza delle aspettative di suo padre, George, che non sa della sua doppia identità e le sta dando la caccia credendo che Spider-Woman sia la responsabile della morte di Peter Parker. Una notte, dopo aver sentito di un possibile intruso nel Guggenheim Museum, Gwen si dirige sul posto ad affrontare la minaccia, solo per imbattersi in un Avvoltoio a tema rinascimentale che proviene da un universo alternativo. Poco dopo, Miguel O'Hara e Jessica Drew arrivano attraverso dei portali e sconfiggono l'Avvoltoio. In seguito, Gwen si rivela come supereroina a suo padre, che tuttavia è sconvolto e tenta di arrestarla. Drew suggerisce dunque ad un riluttante O'Hara che Gwen si unisca alla "Spider-Society", e lui accetta a malincuore. I tre poi lasciano insieme Terra-65.
A Brooklyn su Terra-1610, sedici mesi dopo la distruzione dell'acceleratore di particelle della Alchemax e l'arresto di Kingpin, Miles Morales si sta adattando a essere Spider-Man, oltre a lottare per essere all'altezza delle aspettative dei suoi genitori, essendo inoltre triste per la mancanza di Gwen. Il giorno della sua valutazione a scuola con i suoi genitori, Miles visita un minimarket dove incontra la Macchia, uno scienziato che ha ottenuto il potere di aprire portali a causa dell'esplosione dell'acceleratore. Dopo un breve combattimento, Miles sconfigge la Macchia, ma questi fugge. I due poi si affrontano di nuovo e la Macchia lo porta ad Alchemax, dove era esploso l'acceleratore, incolpandolo per il suo destino prima di trasportarsi accidentalmente in un vuoto astrale dove inizia a conoscere ed usare i suoi portali per viaggiare in altri universi. Successivamente, Gwen si reca da Miles e i due passano una piacevole serata assieme che viene interrotta da Jessica Drew, la quale contatta Gwen e le ordina di lasciare Miles per cercare la Macchia, che sta interferendo con altri universi. A loro insaputa, Miles li segue nel portale.
A Mumbattan, su Terra-50101, Miles e Gwen incontrano Pavitr Prabhakar / Spider-Man India e Hobie Brown / Spider-Punk prima di affrontare la Macchia nell'acceleratore di quel mondo. Il criminale assorbe con successo il potere del dispositivo prima di scappare. Quando Miles salva un poliziotto, Mumbattan inizia a crollare a causa dell'interruzione di un "evento canonico" e i membri della Spider-Society arrivano per valutare il danno, mentre Miles, Gwen, Pavitr e Hobie vengono inviati al Quartier Generale di Terra-928, a Nueva York, dove centinaia di varianti di Spider-Man risiedono.
Il gruppo incontra O'Hara, il quale incolpa Miles di aver rischiato di causare la distruzione dell’intero multiverso; sebbene Peter B. Parker arrivi a difendere Miles con sua figlia, Mayday, O'Hara spiega come funziona il "canone": per mantenere una stabilità nel tessuto del multiverso, è necessario che nella storia di ogni Spider-Man avvenga la morte di una persona cara, che nella maggior parte dei casi coincide con il capitano del dipartimento di polizia dell’universo di riferimento. Se tale evento non dovesse verificarsi o dovessero esservi delle intromissioni provenienti da Spider-Man di altri universi, lo stesso universo comincerebbe a collassare su sé stesso provocando la distruzione di quel mondo, che è esattamente quello che sta succedendo su Terra-50101 dopo l’intervento di Miles. A tal proposito, O’Hara rivela di essere stato testimone di ciò dopo aver rimpiazzato una versione di se stesso deceduta in un altro universo per amore della sua famiglia, ma tale intromissione in quello che era probabilmente un evento “canonico” è costata l’esistenza di quello stesso mondo che ha finito con il distruggersi da solo. Miles si rende conto che la morte di suo padre, il quale sta per diventare capitano, per mano della Macchia deve essere un evento canonico del suo universo e fugge per salvarlo, costringendo O'Hara a ordinare a tutti gli altri Spider-Man di arrestare Miles. Dopo un lungo inseguimento, Miles sembra avere la peggio e O'Hara, furioso, gli rivela che egli non sarebbe mai dovuto diventare Spider-Man, dato che il ragno che lo ha morso in realtà proveniva da un universo alternativo, il quale tuttora è l’unico mondo in cui Spider-Man non è mai esistito e rendendo difatti Miles l’anomalia originaria, quella che ha dato inizio a tutte le successive discrepanze nel multiverso che O’Hara cerca di colmare. Miles tuttavia si libera, tornando nel suo mondo natale per salvare suo padre. Incolpando Gwen per la fuga di Miles, O'Hara la estromette dalla Spider-Society rimandandola nel suo universo. Dopo essersi riconciliata con suo padre, Gwen viene a sapere che egli si è dimesso da capitano della polizia, per cui si rende conto che in realtà gli eventi canonici possono essere riscritti (perché anche suo padre sarebbe dovuto morire nel suo universo) e usa un dispositivo che Hobie ha rubato per viaggiare nel multiverso e ricongiungersi con Miles.
Tornato nel suo appartamento, Miles rivela a sua madre di essere Spider-Man ma la donna sembra non prenderlo sul serio perché non conosce alcuno Spider-Man. Miles incontra quindi suo zio, Aaron Davis, rendendosi conto di non essere nel suo mondo, ma di trovarsi su Terra-42, la dimensione che ospitava il ragno che originariamente lo aveva morso, nella quale suo padre Jefferson è già morto e Spider-Man non esiste. Aaron rapisce Miles e lo interroga su chi egli sia, mentre lui si rende conto che in questo universo suo zio non è Prowler: il ragazzo incontra così il suo alter ego di Terra-42, Miles G. Morales, che in questa realtà è diventato Prowler.
Nel frattempo, O'Hara, Drew e Ben Reilly arrivano su Terra-1610 per cercare Miles proprio mentre La Macchia giunge per uccidere il padre di Miles e vendicarsi. Contemporaneamente Gwen, dopo aver parlato con i genitori di Miles su Terra-1610, riunisce una squadra con Peter B., Pavitr, Hobie, Spider-Byte, Spider-Man Noir, Peni Parker e Spider-Ham per rintracciare Miles all’interno del multiverso.

## Produzione
Alla fine del mese di novembre 2018, a un mese dall'uscita di Spider-Man - Un nuovo universo, la Sony Pictures Animation iniziò lo sviluppo di un sequel del film a causa dell'«incredibile interesse» che circondava il progetto. Il sequel doveva continuare la storia del Miles Morales / Spider-Man di Shameik Moore, con i lavori che iniziarono a partire dai «semi [che sono stati] piantati» durante il primo capitolo. La regia e la sceneggiatura sarebbero state affidate a Joaquim Dos Santos e David Callaham, con Amy Pascal che sarebbe tornata a rivestire il ruolo di produttrice. Anche per gli altri produttori di Spider-Man - Un nuovo universo si aspettava un ritorno nel sequel in qualche ruolo. Il mese successivo, Pascal rivelò che il film si sarebbe concentrato sulla Gwen Stacy / Spider-Woman di Hailee Steinfeld, esplorando una storia d'amore tra i due personaggi che venne tagliata dall'edizione finale del primo capitolo. La produttrice aggiunse che il film sarebbe servito da «trampolino di lancio» per uno spin-off incentrato sui personaggi femminili dell'universo, con particolare attenzione su Spider-Woman.
La Sony confermò ufficialmente Spider-Man: Across the Spider-Verse nel novembre 2019, fissando la data di uscita per l'8 aprile 2022. Venne confermato il ritorno di Phil Lord e Christopher Miller come produttori. La data di distribuzione venne infine spostata al 7 ottobre 2022 a causa dello scoppio della pandemia di COVID-19.
Nel mese di febbraio 2021, Miller rivelò di star lavorando alla sceneggiatura del lungometraggio insieme a Callaham, affermando che Peter Ramsey sarebbe stato il produttore esecutivo del seguito dopo aver co-diretto il primo film. L'aprile successivo Kemp Powers e Justin K. Thompson furono annunciati come co-registi del secondo capitolo insieme a Dos Santos; il trio aveva lavorato al progetto sin dall'inizio del suo sviluppo. A dicembre Lord e Miller rivelarono che il film sarebbe stato diviso in due parti, intitolate Spider-Man: Across the Spider-Verse (Parte uno) e (Parte due), poiché la sceneggiatura da loro scritta era troppo lunga per un film unico; il lavoro su entrambe le parti si svolse simultaneamente. I due sequel vennero ribattezzati nel mese di aprile 2022, diventando Spider-Man: Across the Spider-Verse e Spider-Man: Beyond the Spider-Verse. Le loro date di uscita vennero quindi spostate, con il primo posticipato al 2 giugno 2023. La troupe che lavorò ai due film fu la più numerosa per quanto riguarda i film d'animazione, con circa 1 000 persone che lavorarono al progetto. Gli sceneggiatori aggiunsero che la pellicola ha al suo interno 240 personaggi e che la storia si sviluppa in sei universi differenti.
Durante la post-produzione, con l'uscita dei primi trailer promozionali del film, il giovane quattordicenne youtuber LegoMe_TheOG pseudonimo di Preston Mutanga realizzò una versione dei trailer in LEGO che vennero pubblicati su vari social, uno di questi video divenne in breve tempo virale, tanto da farsi notare dai produttori del film, che lo contattarono per realizzare una breve sequenza con i lego.

## Colonna sonora
La colonna sonora del film, realizzata dal produttore discografico statunitense Metro Boomin e intitolata Metro Boomin Presents Spider-Man: Across the Spider-Verse (Soundtrack from and Inspired by the Motion Picture), è stata pubblicata il 2 giugno 2023 attraverso Boominati Worldwide e Republic Records. L'album vede la collaborazione di diversi artisti, tra cui Nas, Swae Lee, ASAP Rocky, Lil Wayne, Offset, Future, Lil Uzi Vert, Don Toliver, Wizkid, A Boogie wit da Hoodie, JID, 21 Savage, 2 Chainz e Nav.
Una versione deluxe dell'album è stata pubblicata il 5 giugno seguente, contenente cinque tracce bonus di altri artisti, tra i quali Becky G, Shenseea, Myke Towers, Big Boss Vette, Pop Money e Omah Lay.

### Tracce
1. Annihilate (con Swae Lee, Lil Wayne e Offset) – 3:51
2. Am I Dreaming (con ASAP Rocky e Roisee) – 4:16
3. All the Way I Live (con Future e Lil Uzi Vert) – 4:05
4. Offset, JID – Danger (Spider) – 3:25
5. Hummingbird (con James Blake) – 5:19
6. Calling (con James Blake) – 3:39
7. Silk & Cologne (con Swae Lee e NAV feat. A Boogie wit da Hoodie) – 2:42
8. Ei8th, Offset – Link Up – 3:15
9. Self Love (con Don Toliver e Wizkid feat. Beam e Toian) – 3:09
10. Home (con Don Toliver e Lil Uzi Vert) – 3:15
11. Nonviolent Communication (con James Blake, ASAP Rocky e 21 Savage) – 3:29
12. Don Toliver, 21 Savage e 2 Chainz – Givin' Up (Not the One) – 3:54
13. Nas Morales (con Nas) – 2:47

Edizione deluxe
1. Mora – Ansiedades – 2:54
2. Becky G e Ayra Starr – Take It to the Top – 2:05
3. Shenseea – Infamous (feat. Myke Towers) – 2:13
4. Big Boss Vette e Omah Lay – I Can't Stop – 2:13
5. Pop Money – Another Dimension – 2:59

## Promozione
A maggio 2020, Sony stabilì una partnership promozionale con la Hyundai Motor Company per presentare i loro nuovi modelli e tecnologie nel film. Un prologo per il film venne presentato al Comic Con Experience nel dicembre 2021, dove venne annunciato il titolo e il fatto che il film sarà un sequel diviso in due parti. Dopo l'annuncio del nuovo titolo e della data di uscita, avvenuto ad aprile 2022, Lord e Miller mostrarono quindici minuti del film (con le animazioni ancora incomplete) al panel di CinemaCon della Sony. Lord, Miller e i registi mostrarono lo stesso materiale al Festival Internazionale del film d'Animazione di Annecy a giugno, ma con le animazioni e gli effetti speciali aggiornati. A febbraio 2023, entrarono in commercio delle figures di Funko Pops basati sui personaggi della pellicola. Qualche mese dopo, a maggio, venne stretta una collaborazione con la multinazionale di fast food Burger King: i prodotti disponibili durante questa promozione furono lo "Spider-Verse Whopper", con il pane rosso, e lo "Spider-Verse Sundae".
Il trailer è stato pubblicato in italiano su YouTube il 5 dicembre 2021.

## Distribuzione
Il film, inizialmente previsto per l'8 aprile 2022 e poi spostato al 7 ottobre dello stesso anno a causa della pandemia di COVID-19, è stato distribuito nelle sale cinematografiche statunitensi e italiane a partire dal 1º giugno 2023.

## Accoglienza

### Incassi
Spider-Man: Across the Spider-Verse, realizzato con un budget di 100 milioni, ha ottenuto ottimi incassi al box office: 381593754 $ in Nordamerica e 309230984 $ nel resto del mondo, per un incasso totale di 690824738 $; ed è il 33° film d'animazione con maggiori incassi nella storia del cinema. Il film ha superato l'incasso della pellicola precedente (Spider-Man - Un nuovo universo) di 384 milioni di dollari in soli 12 giorni. Al 2023, Spider-Man: Across the Spider-Verse ha il record di film d'animazione col maggior guadagno nella storia della Sony.

### Critica
Il film è stato accolto in maniera estremamente positiva sia dalla critica che dal pubblico. Sull'aggregatore di recensioni Rotten Tomatoes il film ha un punteggio del 95% basato su 390 recensioni, con un voto medio di 8,6 su 10; il consenso critico del sito recita: «Visivamente abbagliante e ricco di azione come il suo predecessore, Spider-Man: Across the Spider-Verse è emozionante dall'inizio alla conclusione mozzafiato». Secondo il sito, il film si è classificato al 4º posto come miglior film sui supereroi, sotto Black Panther (2018), Gli Incredibili - Una "normale" famiglia di supereroi (2004) e la sua pellicola precedente. Su Metacritic ha un punteggio di 86 su 100 basato su 60 recensioni.

## Riconoscimenti
- 2024 - Premi Oscar
  - Candidato per il miglior film d'animazione a Joaquim Dos Santos, Kemp Powers e Justin K. Thompson
- 2024 - Golden Globe
  - Candidato per il miglior film d'animazione a Joaquim Dos Santos, Kemp Powers e Justin K. Thompson
  - Candidato per la migliore colonna sonora originale a Daniel Pemberton
  - Candidato per il miglior risultato al cinema e al box office
- 2024 - Premio BAFTA
  - Candidato per il miglior film d'animazione
- 2024 - Annie Awards[30]
  - Miglior film d'animazione
- 2024 - Critics' Choice Movie Awards[31]
  - Miglior film d'animazione
- 2023 – National Board of Review Awards[32]
  - Miglior film d'animazione

## Sequel
Il 4 giugno 2027 uscirà nelle sale cinematografiche statunitensi la seconda parte del film ed ultimo capitolo della trilogia, intitolata Spider-Man: Beyond the Spider-Verse.